# Mycale fibrosa
Mycale fibrosa är en svampdjursart som beskrevs av Boury-Esnault och van Beveren 1982. Mycale fibrosa ingår i släktet Mycale och familjen Mycalidae. Inga underarter finns listade i Catalogue of Life.